# Ana Florea
Ana Florea (n. 26 septembrie 1956) este un fost deputat român în legislatura 2000-2004, ales în județul Timiș pe listele partidului Minorități. Ana Florea este de profesie medic. În cadrul activității sale parlamentare, Ana Florea a fost membru în grupurile parlamentare de prietenie cu Republica Cehă, Republica Slovacă și Republica Filipine. 

## Legături externe
- Ana Florea Arhivat în 3 decembrie 2023, la Wayback Machine. la cdep.ro